# Morti nel 2007/Marzo
| Questa pagina contiene informazioni ricavate automaticamente dalle voci biografiche con l'ausilio del template Bio e di un bot. L'aggiornamento è periodico e automatico e ricostruisce completamente la pagina. Se manca una persona in questa lista, sei pregato di non aggiungerla, ma accertati piuttosto che la sua voce biografica contenga il template Bio e che i dati anagrafici siano correttamente compilati. Se il template Bio manca, inseriscilo tu stesso o, in alternativa, metti l'avviso {{tmp\|Bio}} che ne segnala la mancanza. Se i dati riportati sono sbagliati, correggi direttamente la voce biografica; le modifiche saranno visibili in questa lista entro pochi giorni. Per chiarimenti vedi il progetto biografie. La lista contiene solo le 146 persone che sono citate nell'enciclopedia e per le quali è stato implementato correttamente il template Bio. Pagina aggiornata al 18 ago 2025. |

- 1º marzo - John Stewart Allitt, saggista e musicologo inglese (n. 1934)
- 1º marzo - Manuel Bento, calciatore portoghese (n. 1948)
- 1º marzo - Colette Brosset, attrice francese (n. 1922)
- 1º marzo - Mike Feldman, politico statunitense (n. 1914)
- 1º marzo - Decio Gioseffi, storico dell'arte italiano (n. 1919)
- 1º marzo - Sydney Gun-Munro, politico sanvincentino (n. 1916)
- 1º marzo - Bobby Speight, cestista statunitense (n. 1930)
- 1º marzo - Fernando Veneranda, calciatore e allenatore di calcio italiano (n. 1941)
- 2 marzo - Thomas S. Kleppe, politico statunitense (n. 1919)
- 3 marzo - Osvaldo Cavandoli, animatore, regista e fumettista italiano (n. 1920)
- 3 marzo - Dino Dondi, baritono italiano (n. 1925)
- 3 marzo - Benito Lorenzi, calciatore e allenatore di calcio italiano (n. 1925)
- 3 marzo - Elvina Ramella, soprano italiano (n. 1927)
- 3 marzo - Saul Swimmer, regista e produttore cinematografico statunitense (n. 1936)
- 3 marzo - Henri Troyat, scrittore e storico francese (n. 1911)
- 4 marzo - Tommy Cavanagh, allenatore di calcio e calciatore inglese (n. 1928)
- 4 marzo - James Jeter, attore statunitense (n. 1921)
- 4 marzo - Richard Joseph, musicista e compositore britannico (n. 1953)
- 5 marzo - Yvan Delporte, fumettista e editore belga (n. 1928)
- 5 marzo - Enelio Franzoni, presbitero e militare italiano (n. 1913)
- 5 marzo - Ivan Supek, fisico, filosofo e scrittore croato (n. 1915)
- 6 marzo - Jean Baudrillard, sociologo, filosofo e politologo francese (n. 1929)
- 6 marzo - Moshe Bejski, magistrato israeliano (n. 1921)
- 6 marzo - Bad News Brown, judoka e wrestler statunitense (n. 1943)
- 6 marzo - Lina Buffolente, fumettista italiana (n. 1924)
- 6 marzo - Ellen Lundström, ballerina e coreografa svedese (n. 1919)
- 6 marzo - Tănase Mureșanu, schermidore rumeno (n. 1940)
- 7 marzo - Andy Sidaris, regista e sceneggiatore statunitense (n. 1931)
- 8 marzo - Pino Lancetti, stilista italiano (n. 1932)
- 8 marzo - Cosimo Vincenzo Macrì, funzionario e prefetto italiano (n. 1947)
- 8 marzo - Silvio Rispoli, calciatore italiano (n. 1920)
- 9 marzo - Mark Binstein, cestista, allenatore di pallacanestro e dirigente sportivo statunitense (n. 1934)
- 9 marzo - Brad Delp, cantante statunitense (n. 1951)
- 9 marzo - Thomas Boyd Mason, avvocato e attore statunitense (n. 1919)
- 9 marzo - Gerardo Mello Mourao, scrittore, politico e giornalista brasiliano (n. 1917)
- 9 marzo - Ulpio Minucci, compositore e musicista italiano (n. 1917)
- 9 marzo - Lido Sartini, ciclista su strada italiano (n. 1926)
- 10 marzo - Luigi Crocetti, bibliotecario italiano (n. 1929)
- 10 marzo - Laura Dubini, giornalista italiana (n. 1947)
- 10 marzo - Richard Jeni, comico e attore statunitense (n. 1957)
- 10 marzo - Ernie Ladd, wrestler e giocatore di football americano statunitense (n. 1938)
- 10 marzo - Lanna Saunders, attrice statunitense (n. 1941)
- 11 marzo - Betty Hutton, attrice e cantante statunitense (n. 1921)
- 11 marzo - Ignacio Romo, cestista messicano (n. 1924)
- 11 marzo - Domenico Troilo, militare e patriota italiano (n. 1922)
- 11 marzo - Louis Watunda, allenatore di calcio della Repubblica Democratica del Congo (n. 1947)
- 12 marzo - Alberto Caramella, avvocato, poeta e scrittore italiano (n. 1928)
- 12 marzo - Odette Lusien, nuotatrice francese (n. 1927)
- 12 marzo - Antonio Ortiz Mena, economista messicano (n. 1907)
- 12 marzo - Renato Perini, archeologo italiano (n. 1924)
- 12 marzo - Vinicio Vecchi, architetto italiano (n. 1923)
- 13 marzo - Ana Casares, attrice polacca (n. 1930)
- 13 marzo - Francesco Madonia, mafioso italiano (n. 1924)
- 13 marzo - John McHardy Sinclair, linguista e lessicografo britannico (n. 1933)
- 13 marzo - Jeff Musso, regista francese (n. 1907)
- 13 marzo - Arnold Skaaland, wrestler statunitense (n. 1925)
- 14 marzo - Georg Auerbacher, pilota motociclistico tedesco (n. 1934)
- 14 marzo - Umbro Battaglini, artista italiano (n. 1929)
- 14 marzo - Roger Beaufrand, pistard francese (n. 1908)
- 14 marzo - Lucie Aubrac, partigiana francese (n. 1912)
- 14 marzo - Sa'dun Hammadi, politico iracheno (n. 1930)
- 14 marzo - Gareth Hunt, attore britannico (n. 1943)
- 14 marzo - Giorgio Odling, calciatore italiano (n. 1933)
- 15 marzo - Aldo Battagion, partigiano e rugbista a 15 italiano (n. 1922)
- 15 marzo - Italo Bortolotti, pittore e scultore italiano (n. 1933)
- 15 marzo - Charles Harrelson, criminale statunitense (n. 1938)
- 15 marzo - Simona Kossak, biologa e ecologa polacca (n. 1943)
- 15 marzo - Bowie Kuhn, dirigente sportivo statunitense (n. 1926)
- 15 marzo - Norberta López, cestista paraguaiana (n. 1937)
- 15 marzo - Jack Metcalf, politico statunitense (n. 1927)
- 15 marzo - Salvatore Puma, tenore italiano (n. 1920)
- 15 marzo - Stuart Rosenberg, regista statunitense (n. 1927)
- 15 marzo - Jean Talairach, medico francese (n. 1911)
- 16 marzo - Georges Bordonove, scrittore e biografo francese (n. 1920)
- 16 marzo - Cosimo Canelles, pittore italiano (n. 1930)
- 16 marzo - Pedro Cubilla, calciatore uruguaiano (n. 1933)
- 16 marzo - Jean Le Moal, pittore, incisore e decoratore francese (n. 1909)
- 16 marzo - Mou Zuoyun, cestista, allenatore di pallacanestro e dirigente sportivo cinese (n. 1913)
- 16 marzo - Laurence Picken, etnomusicologo e zoologo britannico (n. 1909)
- 16 marzo - Ernst Plener, calciatore tedesco (n. 1919)
- 16 marzo - Milton Wexler, psicoanalista statunitense (n. 1908)
- 17 marzo - John Backus, informatico e matematico statunitense (n. 1924)
- 17 marzo - Freddie Francis, direttore della fotografia e regista britannico (n. 1917)
- 17 marzo - Ernst Haefliger, tenore svizzero (n. 1919)
- 17 marzo - David Letham, calciatore scozzese (n. 1922)
- 17 marzo - Tanya Reinhart, linguista e scrittrice israeliana (n. 1943)
- 18 marzo - Patrick Laurence Murphy, vescovo cattolico australiano (n. 1920)
- 18 marzo - Bob Woolmer, crickettista inglese (n. 1948)
- 19 marzo - Menotti Avanzolini, calciatore italiano (n. 1923)
- 19 marzo - Giampaolo Calanchini, schermidore italiano (n. 1937)
- 19 marzo - Calvert DeForest, attore statunitense (n. 1921)
- 19 marzo - Luther Ingram, cantautore statunitense (n. 1937)
- 19 marzo - Luigi Romersa, giornalista e scrittore italiano (n. 1917)
- 19 marzo - Léon Rossi, allenatore di calcio e calciatore francese (n. 1923)
- 19 marzo - Pavao Tekavčić, linguista e italianista croato (n. 1931)
- 20 marzo - Frank Baird, cestista e allenatore di pallacanestro statunitense (n. 1912)
- 20 marzo - Pullu Demanuele, calciatore maltese (n. 1929)
- 20 marzo - Taha Yassin Ramadan, politico e militare iracheno (n. 1938)
- 20 marzo - John P. Ryan, attore statunitense (n. 1936)
- 20 marzo - Donato Zampini, ciclista su strada italiano (n. 1926)
- 21 marzo - Sam Angel, giocatore di poker statunitense (n. 1920)
- 21 marzo - William Utermohlen, pittore statunitense (n. 1933)
- 22 marzo - Uppaluri Gopala Krishnamurti, filosofo e mistico indiano (n. 1918)
- 22 marzo - Eugène Walaschek, calciatore e allenatore di calcio svizzero (n. 1916)
- 23 marzo - Paul Cohen, matematico statunitense (n. 1934)
- 23 marzo - Franco Lanza, critico letterario italiano (n. 1926)
- 23 marzo - Carla Longeri, storica dell'arte italiana (n. 1960)
- 23 marzo - Matteo Silini, rugbista a 15, ingegnere e dirigente d'azienda italiano (n. 1933)
- 24 marzo - Marshall Rogers, fumettista e illustratore statunitense (n. 1950)
- 24 marzo - Florentine Rost van Tonningen, olandese (n. 1914)
- 25 marzo - Renato Coppola, medico e politico italiano (n. 1925)
- 25 marzo - Homer Fuller, cestista e allenatore di pallacanestro statunitense (n. 1920)
- 25 marzo - Geno Hartlaub, scrittrice tedesca (n. 1915)
- 25 marzo - Andranik Margaryan, politico armeno (n. 1951)
- 25 marzo - Lynn Merrick, attrice statunitense (n. 1919)
- 26 marzo - Beniamino Andreatta, economista e politico italiano (n. 1928)
- 26 marzo - Uba Kembo Kembo, calciatore della Repubblica Democratica del Congo (n. 1947)
- 26 marzo - Ariodante Marianni, poeta, traduttore e pittore italiano (n. 1922)
- 26 marzo - Diana Torrieri, attrice italiana (n. 1913)
- 26 marzo - Michail Aleksandrovič Ul'janov, attore e politico russo (n. 1927)
- 27 marzo - Domenico Fenocchio, pilota motociclistico italiano (n. 1913)
- 27 marzo - Paul Lauterbur, chimico statunitense (n. 1929)
- 27 marzo - Günter Mack, attore tedesco (n. 1930)
- 27 marzo - Faustino Oramas, cantante, chitarrista e compositore cubano (n. 1911)
- 27 marzo - Joe Sentieri, cantautore italiano (n. 1925)
- 27 marzo - John Aloysius Ward, arcivescovo cattolico britannico (n. 1929)
- 27 marzo - Yang Zhenji, artista marziale cinese (n. 1921)
- 28 marzo - Giuseppe Barbaglio, presbitero, teologo e biblista italiano (n. 1934)
- 28 marzo - Delém, calciatore e allenatore di calcio brasiliano (n. 1935)
- 28 marzo - Tony Scott, clarinettista, sassofonista e pianista statunitense (n. 1921)
- 29 marzo - André Damseaux, politico belga (n. 1937)
- 29 marzo - Margarete Hannsmann, poetessa e scrittrice tedesca (n. 1921)
- 29 marzo - Juan Joya, calciatore peruviano (n. 1934)
- 29 marzo - Calvin Lockhart, attore bahamense (n. 1934)
- 29 marzo - Tosiwo Nakayama, politico micronesiano (n. 1931)
- 29 marzo - Leonardo Viti, fantino italiano (n. 1942)
- 30 marzo - Fay Coyle, calciatore nordirlandese (n. 1933)
- 30 marzo - Michael Dibdin, scrittore britannico (n. 1947)
- 30 marzo - Riccardo Francovich, archeologo e medievista italiano (n. 1946)
- 30 marzo - Franco Cosimo Panini, editore italiano (n. 1931)
- 30 marzo - Alfredo Quaresma, calciatore portoghese (n. 1944)
- 30 marzo - Chrisye, cantante indonesiano (n. 1949)
- 31 marzo - Massimo Belardinelli, fumettista italiano (n. 1938)
- 31 marzo - Giorgio Giovannini, scenografo italiano (n. 1925)
- 31 marzo - Albert Snell, calciatore inglese (n. 1931)
- 31 marzo - Paul Watzlawick, psicologo e filosofo austriaco (n. 1921)